# Gastown

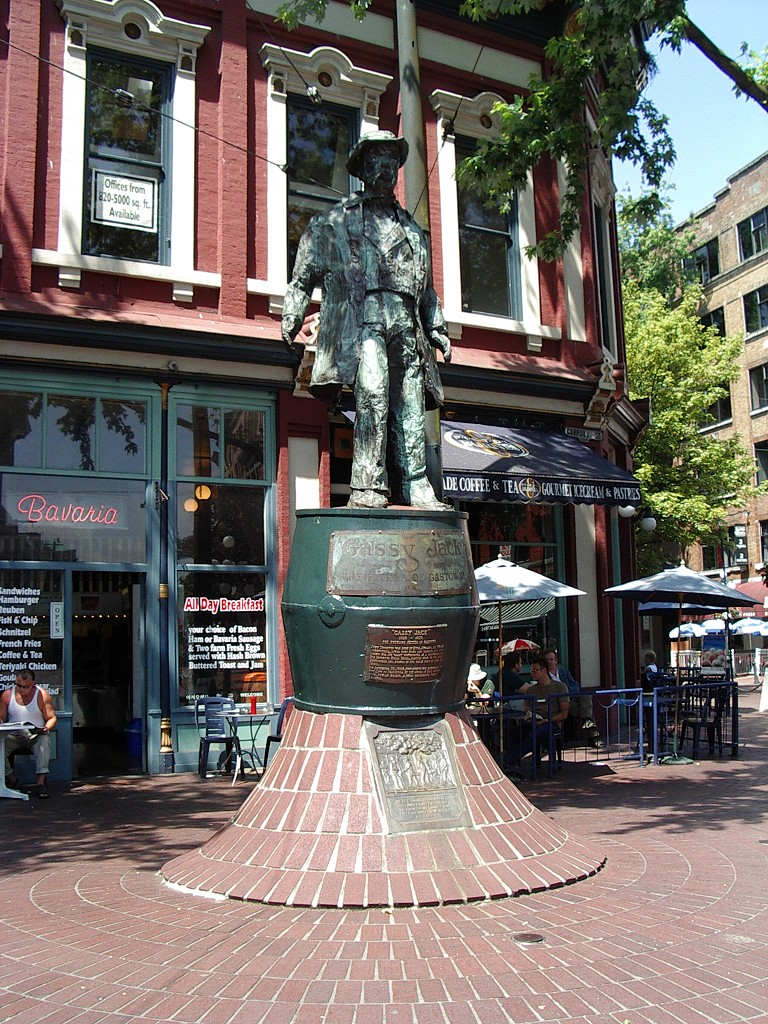
„Gassy“ Jack, Namensgeber des Stadtteils

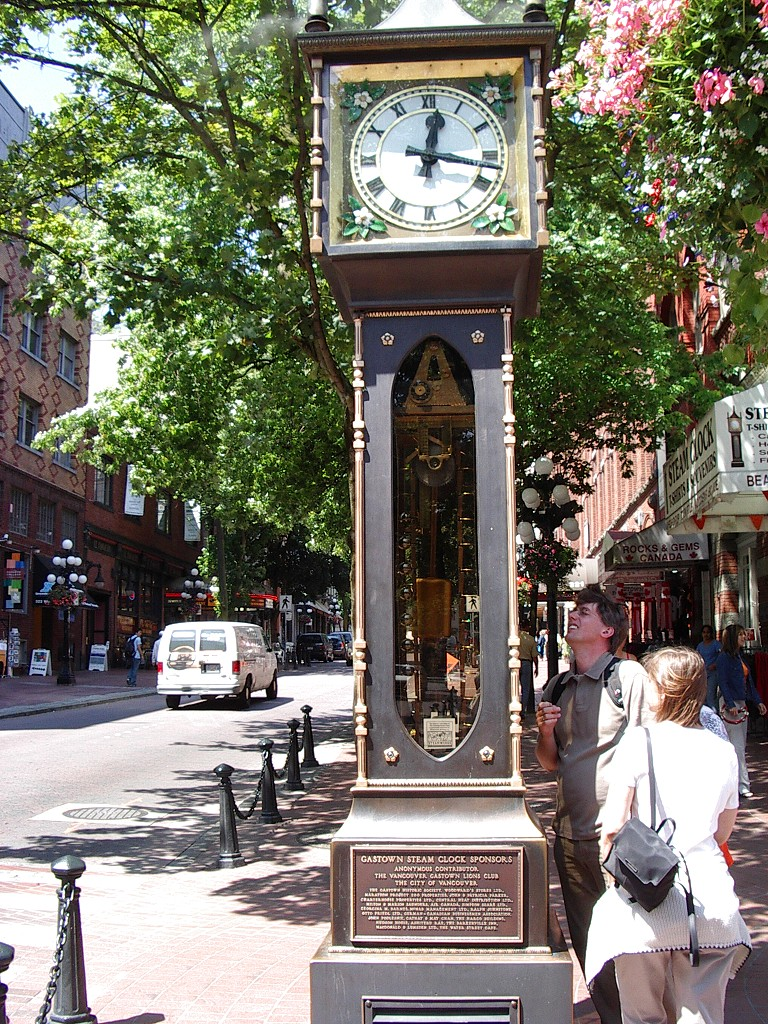
Dampfuhr in Gastown

Gastown ist ein historischer Stadtteil im Zentrum Vancouvers und heute ein Quartier im Stadtteil Downtown. Der Name stammt vom britischen Siedler John „Gassy Jack“ Deighton, der hier 1867 das erste Lokal eröffnete. Das berühmteste Wahrzeichen des Stadtteils ist eine Dampfuhr. Der Ort wuchs rasch, als sich eine Sägemühle und ein Seehafen ansiedelten. Schnell wurde es ein Handels- und Finanzzentrum.
Am 6. April 1886 erhielt Gastown die Stadtrechte und wurde zur „City of Vancouver“. Nur zwei Monate später, im Juni 1886, wurde die Stadt Opfer des großen Feuers von Vancouver, das in Gastown nur zwei Gebäude überstanden. Es dauerte bis in die 1920er-Jahre, bevor der Ort wieder ganz aufgebaut war.
Im Jahr 2009 wurde Gastown in die Liste der National Historic Sites of Canada aufgenommen.